# 桜井哲夫 (社会学者)
桜井 哲夫（さくらい てつお、1949年11月4日- ）は、日本の社会学者、東京経済大学名誉教授。専門は、近現代社会史、社会思想史、現代文化論。

## 経歴
1949年、栃木県足利市で生まれた。東京外国語大学外国語学部フランス語科で学び、1973年に卒業。東京大学大学院社会学研究科国際関係論専攻に進学し、1979年に博士課程を単位取得退学。
1979年に広島大学総合科学部助手に採用された。1981年、東京経済大学経済学部専任講師に就いた。1982年に同助教授、1991年に同教授昇格。1995年からは同コミュニケーション学部教授。2018年3月、東京経済大学を退職し、4月に名誉教授となった。
実家は鎌倉時代から続く時宗寺院の真教寺で、2002年より住職も務めている。

## 著書

### 単著
- 『知識人の運命：主体の再生に向けて』三一書房 1983
- 『「近代」の意味：制度としての学校・工場』日本放送出版協会(NHKブックス) 1984
- 『ことばを失った若者たち』講談社現代新書 1985
- 『家族のミトロジー』新曜社 1986
- 『思想としての60年代』講談社 1988
  - 文庫化 ちくま学芸文庫 1993年
- 『サン・イヴ街からの眺め：フランス社会ウォッチング』岩波書店 1989
  - 文庫化 ちくま学芸文庫 1993年
- 『手塚治虫：時代と切り結ぶ表現者』講談社現代新書 1990
- 『メシアニズムの終焉：社会主義とは何であったのか』筑摩書房 1991
- 増補改題『社会主義の終焉：マルクス主義と現代』講談社学術文庫 1997
- 『ボーダーレス化社会：ことばが失われたあとで』新曜社 1992
- 『可能性としての「戦後」』講談社選書メチエ 1994
  - 増補版 平凡社ライブラリー 2007年
- 『TV 魔法のメディア』ちくま新書 1994
- 『フーコー：知と権力』(現代思想の冒険者たち 26) 講談社 1996
  - 再版 講談社(新装セレクト版) 2003年
- 『不良少年』ちくま新書 1997
- 『<自己責任>とは何か』講談社現代新書 1998
- 『戦争の世紀：第一次世界大戦と精神の危機』平凡社新書 1999
- 『フーコー　知の教科書』講談社選書メチエ 2001
- 『アメリカはなぜ嫌われるのか』ちくま新書 2002
- 『「戦間期」の思想家たち：レヴィ＝ストロース・ブルトン・バタイユ』平凡社新書 2004
- 『占領下パリの思想家たち：収容所と亡命の時代』平凡社新書 2007
- 『今村仁司の社会哲学・入門 ―目覚めるために』講談社 2011
- 『一遍と時衆の謎：時宗史を読み解く』平凡社新書 2014
- 『廃墟の残響：戦後漫画の原像』NTT出版 2015
- 『一遍 捨聖の思想』平凡社新書 2017
- 『世界戦争の世紀 ：20世紀知識人群像』平凡社、2019
- 『阿弥衆：毛坊主・陣僧・同朋衆』平凡社 2023

### 共著
- 『入門講座デジタルネットワーク社会：インターネット・ケータイ文化を展望する』大榎淳・北山聡共著、平凡社 2005
- G.Mathews, B.White(ed.), Japan's Changing Generations, London,Routledge, 2003, Paperback edition, 2006

### 訳書
- 『記号の経済学批判』ジャン・ボードリヤール著、今村仁司・宇波彰共訳、法政大学出版局 1982
- 『ダンディ：ある男たちの美学』ロジェ・ケンプ（英語版）著、講談社現代新書 1989
- 『マルクス主義と全体性』マーティン・ジェイ著、今村仁司と共訳、国文社 1993